# Милвоки (Орегон)
Милвоки (енгл. Milwaukie) град је у америчкој савезној држави Орегон.

## Демографија
По попису из 2010. године број становника је 20.291, што је 199 (-1,0%) становника мање него 2000. године.
| Група             | 2000.          | 2010.          |
| Белци             | 18.271 (89,2%) | 17.276 (85,1%) |
| Афроамериканци    | 194 (0,9%)     | 271 (1,3%)     |
| Азијати           | 484 (2,4%)     | 503 (2,5%)     |
| Хиспаноамериканци | 813 (4,0%)     | 1.426 (7,0%)   |
| Укупно            | 20.490         | 20.291         |